# Houthalen-Oost

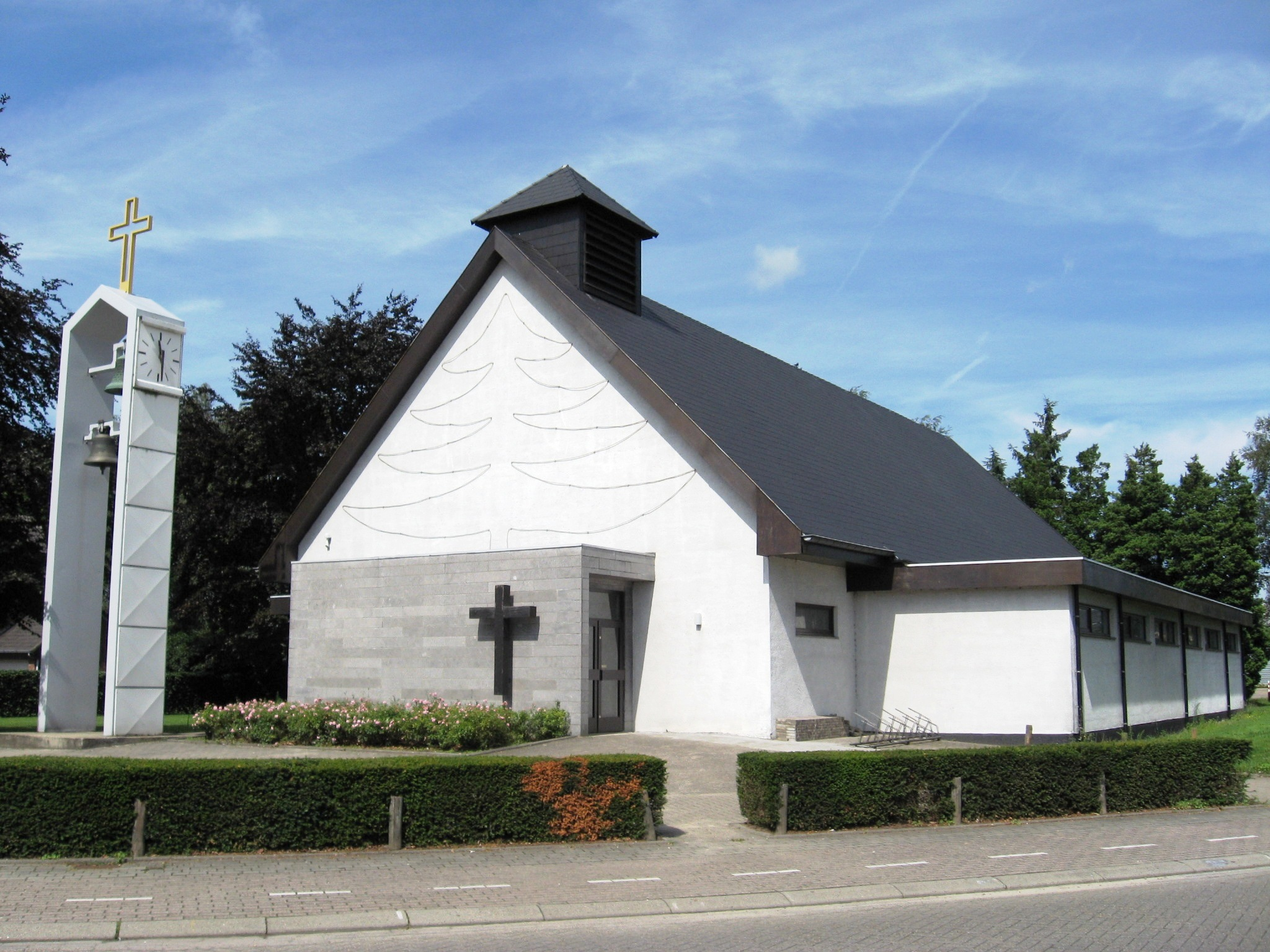
Onze-Lieve-Vrouw van Banneuxkerk

Houthalen-Oost is een tuinwijk van Houthalen in de Belgische gemeente Houthalen-Helchteren, die echter niet vastgebouwd is aan de kom van Houthalen, maar veeleer verbonden is met de Genkse wijk Zwartberg. Tot 1960 kon men de kom van Houthalen zelfs niet rechtstreeks bereiken vanuit Houthalen-Oost.
Houthalen-Oost ligt aan de westzijde ingesloten door de natuurgebieden Kelchterhoef en Tenhaagdoornheide en in het zuiden door natuur- en recreatiedomein Hengelhoef. Aan de noordzijde vindt men het schietterrein op de Donderslagse Heide. Daar ligt ook Domein Masy.

## Geschiedenis
De wijk is geheel gebouwd na de Tweede Wereldoorlog. Voordien werd dit gebied Park van Genk genoemd, waarschijnlijk afgeleid van Caroline du Parc, die hier in 1827 een stuk heidegrond erfde.

## Kerk
De parochiekerk van Houthalen-Oost, gewijd aan Onze Lieve Vrouw van Banneux, aan Kastanjestraat 1, is een eenvoudig witgepleisterd gebouwtje onder zadeldak, met een gesloten dakruitertje en enkele gestileerde ornamenten. Voor het kerkje bevindt zich een open metalen klokkentoren. Het kerkje werd gebouwd in 1953, en nog uitgebreid met zijbeuken in 1976. In de kerk bevindt zich een neogotisch doopvont, afkomstig uit de kerk van Zwartberg en daterend van het begin van de 20e eeuw.

## Sport en recreatie
In Houthalen-Oost ligt een sportcentrum. De wijk ligt ook in de nabijheid van recreatiedomeinen Hengelhoef en Kelchterhoef, verschillende kampeerterreinen, de Limburg Golf & Country Club op natuurgebied Tenhaagdoornheide en het bos De Hutte.
Deelgemeenten: Helchteren · Houthalen

Overige kernen: Houthalen-Oost · Laak · Kwalaak · Lillo · Meulenberg · Sonnis

Belgische gemeenten · Arrondissement Maaseik · Limburg · Vlaanderen